# Habib Galhia
Habib Galhia, född 14 maj 1941 i Kairouan, död 25 december 2011 i Sousse, var en tunisisk boxare.
Galhia blev olympisk bronsmedaljör i lätt weltervikt i boxning vid sommarspelen 1964 i Tokyo.